# کامیکوآنی، آکیتا
کامیکوآنی، آکیتا (به لاتین: Kamikoani, Akita) یک منطقهٔ مسکونی در ژاپن است که در Kitaakita District واقع شده‌است. کامیکوآنی ۲۵۶٫۷۲ کیلومترمربع مساحت و ۲٬۳۷۸ نفر جمعیت دارد.